# فرد كيج
فرد كيج (بالإنجليزية: Fred Gage)‏ هو عالم وراثة أمريكي، ولد في 10 أغسطس 1950.

## وصلات خارجية
- فرد كيج على موقع الموسوعة البريطانية (الإنجليزية)